# Manufacture de porcelaine de Nymphenburg

La manufacture de porcelaine de Nymphenburg (en allemand : Porzellanmanufaktur Nymphenburg), est une manufacture de porcelaine située dans le palais de Nymphenburg à Munich, en Bavière, fondée en 1747 par Maximilien III Joseph de Bavière.

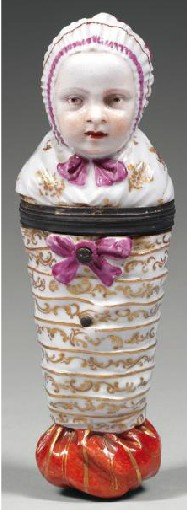
Boite en forme de nourrisson en porcelaine de Nymphenburg

## Historique
À la suite de son accession au trône en 1745, Maximilien III Joseph de Bavière décrète la fondation d'une manufacture de porcelaine qui est tout d'abord installée à Au-Haidhausen, une banlieue de Munich.
Le succès est loin d'être immédiat et il faut attendre 1754 pour que la manufacture maitrise le processus de fabrication, 1755 pour que les premières commandes de la cour arrivent et 1756 pour que les décors en couleur soient intégrés. En 1758, la direction de la manufacture est confiée au comte Sigmund von Haimhausen. En 1761, elle déménage sur le site du palais de Nymphenburg où elle se trouve encore aujourd'hui.
Au sculpteur Franz Anton Bustelli (1723-1763), maitre de sculptures en porcelaine pleines de charme rococo, succèdent Dominikus Auliczek (1734-1804) et Johann Peter Melchior qui assurent la transition vers le néoclassicisme.
En 1822, l'architecte Friedrich von Gärtner est nommé directeur artistique, ce qui n'empêche pas les commandes de se réduire et la situation financière de se détériorer. En 1856, la création artistique est arrêtée et la manufacture privatisée. Elle s'oriente alors vers une production destinée à des usages techniques, sanitaires et médicaux.
En 1887, Albert Bäuml (1855-1929) prend les commandes de la manufacture avec le but affiché de retrouver la grandeur passée de la porcelaine de Nymphenburg. Il « redécouvre » Bustelli et, en parallèle avec la production de copies historiques de style rococo fabrique des pièces originales marquées par le courant Jugendstil, avec des créations entre autres de Franz Naager.
Depuis 1975, la manufacture est louée par le land de Bavière au Fonds de compensation Wittelsbach (Wittelsbacher Ausgleichsfonds).

## Musée
Le palais de Nymphenburg abrite les collections de Bäuml au sein du musée de la porcelaine de Nymphenburg.